# Galeruca sardoa
Galeruca sardoa là một loài bọ cánh cứng trong họ Chrysomelidae. Nó là một loài côn trùng đặc hữu từ đảo sardinia. Loài này được Gene miêu tả khoa học năm 1839.